# لوئی کاربوژی کارمونتل
لوئی کاربوژی کارمونتل (به فرانسوی: Louis Carbogis, dit Carmontelle) نقاش، نمایش‌نامه‌نویس و نویسنده قرن هجدهم میلادی اهل فرانسه است.